# Al-Azizijja (Hama)
Al-Azizijja (ar. العزيزية) – wioska w północnej Syrii położona w dystrykcie As-Sukajlabijja w muhafazie Hama. W 2004 liczba mieszkańców wynosiła 1828. Wioska w dużej mierze zamieszkana jest przez Alawitów.